# Звонкий палатальный спирант
Звонкий палатальный спирант — звук, встречающийся в некоторых языках.

## Распространённость
| Язык          | Язык           | Слово     | МФА            | Перевод          | Примечание |
| ------------- | -------------- | --------- | -------------- | ---------------- | --- |
| Астурийский   | Астурийский    | frayar    | [fɾäˈʝär]      | 'уничтожить'     | |
| Венгерский    | Венгерский     | dobj be   | [dobʝ bɛ]      | 'бросать'        | Аллофон /j/. |
| Греческий     | Греческий      | γεια      | [ʝa]           | 'привет'         | |
| Гэльский      | Гэльский       | dhiubh    | [ˈʝu]          | 'из них'         | |
| Ирландский    | Ирландский     | an ghrian | [ənʲ ˈʝɾʲiən̪ˠ] | 'солнце'         | |
| Испанский     | Испанский      | sayo      | [ˈsaʝo̞]        | 'толстовка'      | Чаще заменяется аппроксимантом. В некоторых диалектах записывается сочетанием <ll>.                                                                                     |
| Кабильский    | Кабильский     | cceǥ      | [ ʃʃəʝ]        | 'скользить'      | |
| Каталанский   | Балеарский     | figuera   | [fiˈʝeɾə]      | 'фиговое дерево' | Соответствует ɣ в других диалектах. |
| Нидерландский | Нидерландский  | goed      | [ʝut]          | 'хороший'        | Чаще встречается в южных диалектах, включая диалекты, распространённые на территории Бельгии.                                                                           |
| Пушту         | Wardak dialect | موږ       | [muʝ]          | 'мы'             | |
| Рипуарский    | Рипуарский     | zeije     | [ˈtsɛʝə]       | 'показывать'     | |
| Русский       | Русский        | йод       | [ʝˈɵt]         | 'йод'            | Буква Й обозначает палатальный аппроксимант [j] (так называемое «и неслоговое») и близкий к нему звонкий палатальный фрикативный согласный [ʝ] (перед ударным гласным). |
| Шведский      | Шведский       | jord      | ʝuːɖ           | 'почва'          | |